# Silvia Federici
Silvia Federici, född 24 april 1942 i Parma, är en italiensk-amerikansk professor, marxistisk och feministisk filosof och författare. Hon är även verksam som politisk aktivist i den radikala, autonoma och anarkistiska sfären. Till hennes mest kända verk hör Caliban and the Witch (2004), där hon gör en historiematerialistisk analys av häxprocesserna och placerar dem i framväxten av det kapitalistiska produktionssättet.
Silvia Federici är professor i politisk filosofi och internationella studier vid Hofstra University i delstaten New York i USA. Tidigare arbetade Federici som lärare i Nigeria. Federici är medgrundare till ett antal projekt och organisationer, däribland Committee for Academic Freedom i Africa (CAFA), Radical Philosophy Association (RPA) och International Feminist Collective.
Under 1970-talet engagerade sig Federici i gräsrotskampanjen Wages for Housework som driver frågan om lön för reproduktivt arbete/hemarbete. 1975 publicerade Federici boken Wages Against Housework.
Silvia Federici är medlem i Midnight Notes Collective. 

## Publikationer

### Böcker
- (1975) Wages Against Housework. Bristol: Publicerad av Power of Women Collective och Falling Wall Press.
- (1984, med Leopoldina Fortunati) Il Grande Calibano: Storia del corpo sociale ribelle nella prima fase del capitale. Milan: Franco Angeli.
- (2004) "Il Femminismo e il Movimento contro la guerra USA", i DeriveApprodi #24.
- (2004) Caliban and the Witch: Women, the Body and Primitive Accumulation. Brooklyn, NY: Autonomedia.
- (2012) Revolution at Point Zero: Housework, Reproduction, and Feminist Struggle, Brooklyn/Oakland: Common Notions/PM Press.
- (2018) Re-enchanting the World: Feminism and the Politics of the Commons. Oakland, CA: Kairos/PM Press.
- (2018) Witches, Witch-Hunting, and Women. Oakland, CA: PM Press.
- (2020) Beyond the periphery of the skin: rethinking, remaking, reclaiming the body in contemporary capitalism. Oakland, CA: PM Press.
- (2021) Patriarchy Of The Wage: Notes on marx, gender, and feminism. Oakland, CA: PM Press.

### Artiklar
- Feminism and the Politics of the Commons. The Commoner, 2011.
- On capitalism, colonialism, women and food politics, Politics and Culture 2009 (2) - Special Issue on Food (&) Sovereignty.
- Witch-Hunting, Globalization, and Feminist Solidarity in Africa Today, The Commoner, 2008.
- Precarious Labour: A Feminist Viewpoint, 2008.
- Notes on the edu–factory and Cognitive Capitalism, 2007 (med George Caffentzis).
- Theses on Mass Worker and Social Capital (1972, med Mario Montano).
- War, Globalization and Reproduction.
- Mormons in space (med George Caffentzis).
- Why Feminists Should Oppose Capital Punishment.
- Donne, Globalizzazione e Movimento Internazionale delle Donne.
- Genoa and the antiglobalization movement (med George Caffentzis).
- The great Caliban: The struggle against the rebel body, från Caliban and the Witch.
- All the World Needs a Jolt: Social Movements and Political Crisis in Medieval Europe, från Caliban and the Witch.
- The Debt Crisis, Africa and the New Enclosures.
- The War in Jugoslavia. On Whom the Bombs are Falling? (1999, från Massimo De Angelis).
- "Viet Cong Philosophy: Tran Duc Thao". TELOS 06 (Fall 1970). New York: Telos Press.
- Development and Underdevelopment in Nigeria (1985).
- On Elder Care.